# 亚洲伊斯兰银行
亚洲伊斯兰银行，是2007年5月7日，星展银行经新加坡金融管理局批准後设立的一家具备完整金融牌照的银行。它的创始股东包括星展银行和其他34家来自海湾合作委员会成员国的投资商或工业集团。

## 創立
亚洲伊斯兰银行拥有5亿美元的实缴股本，其中星展银行占有50%（2.5亿美元）。作为星展银行的子公司，亚洲伊斯兰银行在星展银行大楼办公，并重点从事商业银行、合作金融、企业融资、资本市场和私人银行服务等。
亚洲伊斯兰银行創立時有9名董事，其中巴林政府经济事务顾问阿卜杜勒·哈桑·赛义夫（Abdulla Hasan Saif）担任董事长，副董事長爲星展银行副董事長兼執行長的傑克森·戴，執行長爲文斯·庫克。。

## 运营与结束
亚洲伊斯兰银行的创建，延续并扩建了星展银行在中东市场的布局。星展银行将其很大的份额，在中东地区进行首次公开募股和资产证券化，并成为为数不多的、从迪拜国际金融中心获得银行牌照的银行。
不過，該銀行的經營並不如預期，光是2009年就虧損了7700萬美元；甚至，自2009年12月執行長文斯·庫克辭職後就未再找繼任者。2015年9月14日，星展银行向新加坡交易所提交了一份报告中指出，因獨力經營的亚洲伊斯兰银行无法達到經濟規模，于是预计在2-3年之内，逐步停止亚洲伊斯兰银行的运营；同時，星展银行將吸收亚洲伊斯兰银行的大部分員工並協助他們轉職。另外，在同一份报告中也提及星展银行将直接开发和提供符合伊斯兰银行产品。金融圈人士指出，這是因爲新加坡政府在伊斯蘭金融投資環境的政策腳步太慢，相對於緊鄰的馬來西亞來說缺乏吸引力。